# Видоши
Видоши су насељено мјесто у Босни и Херцеговини у Граду Ливну које административно припада Федерацији Босне и Херцеговине. Према попису становништва из 1991. у насељу је живјело 569 становника.

## Географија
Налази се на источном дијелу Великог поља у горњем сливу ријеке Стурбе, окруженом тушничким брдима.

## Становништво
| Националност       | 1991.        | 1981.        | 1971.        |
| Хрвати             | 472 (82,95%) | 377 (73,06%) | 522 (84,87%) |
| Муслимани          | 91 (15,99%)  | 80 (15,50%)  | 92 (14,95%)  |
| Срби               | 1 (0,17%)    | 1 (0,19%)    | 0            |
| Југословени        | 2 (0,35%)    | 53 (10,27%)  | 1 (0,16%)    |
| остали и непознато | 3 (0,52%)    | 5 (0,96%)    | 0            |
| Укупно             | 569          | 516          | 615          |